# Jean-Christophe Hervé
Pour les articles homonymes, voir Hervé.
Jean-Christophe Hervé est un statisticien français (né le 11 octobre 1961 à Saint-Quentin et mort le 16 avril 2017 à Bron,), connu dans le monde de la biométrie de la forêt pour son travail sur la modélisation statistique de certains systèmes ou phénomènes sylvicoles et forestiers, et sur la statistique de sondage au service de l’inventaire forestier national français (puis au sein de l’Institut national de l'information géographique et forestière auquel l'Inventaire Forestier National a été intégré). Par ses activités, il a été pionnier du développement et de la diffusion du modèle à effets aléatoires (ou modèle mixte) dans les sciences forestières, et il a contribué à imposer en France métropolitaine une nouvelle méthode « déjà adoptée par la Suède de manière très pionnière (depuis 1952), la Finlande, et les États-Unis d’Amérique (2000/2001), puis par la Suisse (2009) » et qui devenait une référence internationale y compris dans d'autres domaines comme celui de la statistique sur la démographie humaine. Il a aussi accompagné le développement de l'écologie numérique et plus particulièrement à la construction de « modèles écologiques » mais aussi à la tendance à informatiser la gestion sylvicole.

## Centres d'intérêt
Jean-Christophe Hervé s’est notamment intéressé aux moyens de mesurer et suivre la productivité primaire sylvicole, à la végétation comme bioindicateur de la qualité des sols, à l’influence du contexte (écologique) sur la densité du bois et la productivité des essences, aux facteurs de risques de chablis, aux conséquences sylvicoles de la croissance accélérée de certaines essences (hêtre en France par exemple). Il a aussi contribué à élaborer un modèle générique de croissance radiale individuelle d'arbres (situés dans des peuplements purs et uniformes), modèle insérable dans des logiciels de simulation de sylviculture ou de gestion sylvicole (en commençant par deux résineux : l'épicéa et le Douglas). Ce modèle intègre aussi les effets de la compétition entre arbres via deux variables explicatives (surface terrière et hauteur dominante). 
Il a aussi travaillé des sujets non-forestiers, mais nécessitant des compétences en modélisation et/ou statistiques, par exemple sur le thème de l’évaluation de la dynamique jour/nuit de l'oxygène dissous dans les étangs (la « respiration des étangs ») ; en utilisant un modèle mécaniste simple et à court terme, avec des mesures continues de l'oxygène dissous, de la température de l'eau et de l'intensité lumineuse. 
Fondateur et directeur du Laboratoire d'Inventaire Forestier (LIF) de l’IGN (campus AgroParisTech de Nancy) , il a été co-auteur de nombreux articles publiés dans des revues variées.

## Cursus scientifique et technique
- En 1982 il entre à l'école polytechnique, et sera reçu dans le Corps des Ingénieurs du Génie Rural, des Eaux et des Forêts. Il termine sa scolarité en suivant la formation du DEA de Biométrie de l'Université Claude Bernard (Lyon 1).
- En 1986 il réalise une thèse de biométrie au Laboratoire de biométrie et biologie évolutive de l'Université Claude-Bernard-Lyon-I sur l'analyse statistique de séries longitudinales de croissance [3].
- En 1994 et jusqu’à 2004, il est enseignant-chercheur à l’ENGREF - Centre de Nancy où il enseigne la statistique appliquée aux élèves-ingénieurs de la Formation des Ingénieurs Forestiers (FIF) ainsi que la modélisation forestière aux étudiants du DEA de Biologie végétale (Université Henri Poincaré / ENGREF), et contribue à créer un nouveau laboratoire, le Laboratoire d’Etude des Ressources Forêt-Bois (LERFoB, UMR INRA/ENGREF devenue INRA/AgroParisTech), sous la direction de Jean-Francois Dhôte, ainsi qu'à rénover le cursus ingénieur, master et doctorat[3].
- En 2004, il est nommé directeur technique de l’inventaire forestier national (qui sera ensuite fusionné avec l’IGN), à Nogent-sur-Vernisson (2004-2012) [3]. La méthode de l'inventaire nationale change en intégrant le principe de l'« inventaire continu sur échantillon glissant » (échantillonnage annuel systématique dans l'espace, avec production de résultats statistiques sur une fenêtre glissante de 5 ans, et « un nouveau découpage de référence du territoire en régions biogéographiques homogènes : sylvoécorégions (SER[12]) et grandes régions écologiques (GRECO) », en remplacement des  309 anciennes « régions forestières » ensuite renommées « petites régions forestières» créées en 1960 jugées trop nombreuses et compliquant l'inventaire[13], pour notamment :

1. pallier l’« absence de points remesurés, associée à la longueur du temps séparant deux passages dans le même département (qui) a rendu la mesure des évolutions en surface et volume imprécise, voire impossible dans certains cas (boisements nouveaux, en particulier spontanés, par exemple), et cela même au niveau d’un département »[13]
2. pallier le fait que « les résultats aux échelons supra-départementaux (notamment régions administratives, bassins d’approvisionnement des industries, niveau national) étant obtenus par addition d’inventaires départementaux non synchrones, ils ne pouvaient avoir de sens clair et précis que dans la situation d’une forêt en état globalement stationnaire, ou tout au moins dont la dynamique serait restée négligeable sur le temps d’un cycle »[13].
3. résoudre le problème de la prise en en compte statistique des effets de tempête comme celle de 1999 sur le stock de bois sur pied[13], avec une première occasion de démontrer l'efficacité de cette nouvelle méthode de sondage lors de la tempête Klaus ayant affecté le massif Aquitain en 2009[14].
4. créer un nouveau cadre géographique optimisé de référence pour les guides de choix d'essences forestières ; les documents d’orientation forestière ; et l'évaluation et le suivi des effets du dérèglement climatique[13].

La mise en place de nouveaux tarifs de cubage d'arbres et une révision du calcul de la production ont en parallèle permis de montrer que les inventaires précédents, bien moins précis avaient surestimés (de 16% pour la période 2001-2009) la production en volume de bois de la forêt française. Le vrai chiffre étant plutôt 85 millions de m3 par an avec une précision estimée à ( ± 1,2 million de m3), soulignant « la difficulté intrinsèque à mesurer l’accroissement en volume sans placette permanente, et alors que les fluctuations climatiques d’une année sur l’autre peuvent entraîner une variation de cet accroissement du même ordre ». La production sylvicole peut être ainsi mieux recalculée ou prévue, à condition d'aussi tenir compte de pathologies émergentes (chalarose du Frêne notamment) et de l'évolution climatique dont les effets sur la forêt sont encore mal appréciés. La nouvelle méthode a profondément modifié le fonctionnement de l'IFN, ce qui a demandé un temps d'adaptation pour être partout opérationnelle « en régime de croisière » en 2014 selon Christophe Hervé et ses collègues.
- En 2013, il fonde au sein de l'IGN le Laboratoire d'Inventaire Forestier à Nancy, consacré à améliorer l’estimation quantitative et qualitative de la ressource forestière (inventaire forestier multi-source, projet Xylodensmap[15] sur la cartographie de la biomasse forestière), et à exploiter les données brutes de l’inventaire pour apporter des données de bilan et de prospective[16] plus précises sur les écosystèmes forestiers (analyse de séries historiques longues, modèles à grande-échelle de dynamique forestière), notamment face au changement climatique, aux évolutions de l’occupation des sols, et à l'expansion forestière à l’œuvre dans la plupart des pays européens (notion de 'transition forestière'[17]). Ce laboratoire a également contribué à l'intégration et l'harmonisation des inventaires forestiers européens avec le projet européen Diabolo[18] du programme Horizon 2020. Il devait devenir (en 2020) une unité mixte de recherche (UMR) avec l’INRA[3], processus que son décès est venu interrompre.

J.C. Hervé est inhumé au cimetière paysager de Gleizé près de Villefranche-sur-Saône.

## Apports scientifiques et à la sylviculture
Il est notamment à l’origine du « modèle mixte » qui a offert dans les années 1980-1990 de nouvelles possibilités d’exploitation de grandes bases de données construites pour l’étude de l’écologie forestière, permettant notamment de préciser les différences entre forêts homogène (en espèce) et équienne (arbres ayant tous le même âge), et forêt hétérogène en classe d'âge et mélangée (en essences). 
Il a proposé en 1998 une méthode statistiquement plus robuste pour estimer la non-stationnarité et certains phénomènes de dérive à long terme de la productivité forestière.

Il a aussi accompagné le travail de Jean-Claude Gégout (professeur d’écologie à AgroParisTech) ,,
En croisant ses connaissances des processus de dynamique forestières et des méthodes statistiques avec les attentes des propriétaires et gestionnaires forestiers, déclinées dans les politiques forestières, il a amélioré la qualité de la connaissance de la ressource forestière et de ses évolutions à court, moyen et long terme (ce qui est aussi un enjeu en termes de climat et de puits de carbone) . Il a contribué à développer divers outils de prospective sylvicole.
Grâce à la méthode d'inventaire en continu, les effets de la tempête Klaus en Aquitaine (2009) ont pu être quantifiés rapidement après l'événement.
Il a profondément renouvelé la méthodologie de l’inventaire forestier national, en y développant la méthode de « sondage en continu » permettant de produire des statistiques annuelles plus proches de la réalité, ainsi que de nouvelles méthodes de calcul de la production forestière. 
Grâce à ses apports, l’inventaire français a joué « un rôle moteur dans la standardisation, en cours, des pratiques à l’échelle européenne ».